# Everything Goes Numb
Everything Goes Numb è il primo album studio prodotto dagli Streetlight Manifesto.
I testi delle canzoni trattano principalmente di temi tipo il suicidio, il furto, l'esistenzialismo e l'emarginazione sociale.

## Tracce
1. Everything Went Numb
2. That'll Be the Day
3. Point/Counterpoint
4. If and When We Rise Again
5. A Better Place, a Better Time
6. We Are the Few
7. Failing, Flailing
8. Here's to Life
9. A Moment of Silence
10. A Moment of Violence
11. The Saddest Song
12. The Big Sleep

## Formazione
- Josh Ansley - basso
- Jim Conti - Sassofono Alto, clarinetto, sassofono tenore
- Jamie Egan - trombone, tromba, tuba (strumento musicale)
- Tomas Kalnoky - chitarra, voce
- Paul Lowndes - batteria
- Dan Ross - Sassofono Alto, sassofono baritono